# (464072) 2014 WM273
(464072) 2014 WM273 es un asteroide perteneciente al cinturón de asteroides, descubierto el 1 de diciembre de 2005 por el equipo Spacewatch desde el Observatorio Nacional de Kitt Peak (Arizona, Estados Unidos).